# Lewisville, North Carolina
Lewisville är en ort i Forsyth County i North Carolina. Vid 2010 års folkräkning hade Lewisville 12 639 invånare.